# Bacadéhuachi
Bacadéhuachi là một đô thị thuộc bang Sonora, México. Năm 2005, dân số của đô thị này là 1264 người.